# جان پاند
جان پاند (انگلیسی: John Pond؛ 1767 – ۷ سپتامبر ۱۸۳۶) دانشمند در زمینه اخترشناسی اهل پادشاهی متحد بریتانیای کبیر و ایرلند بود.
وی همچنین برندهٔ جوایزی همچون همکار انجمن سلطنتی و مدال کاپلی شده‌است.